# Il rimedio la vita e la cura
Il rimedio la vita e la cura è un singolo della cantante italiana Chiara, pubblicato il 31 ottobre 2014 come secondo estratto dal secondo album in studio Un giorno di sole.

## Descrizione
Terza traccia dell'album, Il rimedio la vita e la cura è stato scritto interamente da Daniele Magro. La stessa Chiara ha spiegato che il brano «segna tutto il mio percorso, dall'inizio alla fine», fornendo anche una spiegazione dettagliata della nascita dello stesso:

## Tracce
Testi e musiche di Daniele Magro.
1. Il rimedio la vita e la cura

## Video musicale
Il video, diretto da Marco Salom, è stato presentato in anteprima il 21 novembre 2014 attraverso il sito del Corriere della Sera. Esso ha visto la partecipazione di Luca Argentero, Marco Cocci, Carolina Crescentini, Claudia Gerini, Francesco Montanari, Alessandro Roja, Fabio Troiano, Giulio Beranek, Giulia Bevilacqua, Martina Codecasa, Stefano Fresi, Edoardo Natoli, Alice Palazzi e molti altri attori del cinema italiano che ballano in vari scenari di Roma. Oltre agli attori citati al video hanno partecipato anche amici e parenti della cantante, tra cui la sorella Barbara e, Daniele Magro (cantautore)autore del brano.